# معهد آمالا للعلوم الطبية
معهد آمالا للعلوم الطبية (بالإنجليزية: Amala Institute of Medical Sciences)‏؛ هي مؤسسة طبية خاصة تقع في مدينة تريشور في ولاية كيرالا جنوب شرق الهند. وهي مؤسسة أقلية مسيحية أنشأتها وتديرها مقاطعة ديفاماتا للكرميليين (CMI)، وهي جماعة دينية تأسست في عام 1831.
في الوقت الحاضر، يعتبر أمالا مركزًا لكلية الطب، وكلية التمريض، ومستشفى تخصصي وتعليمي، ومستشفى لعلاج وأبحاث سرطان، ووحدة إنتاج الصيدلة، وبيت للمسنين.

## التاريخ
تأسس المعهد في عام 1978 كمؤسسة خيرية غير ربحية يهدف إلى علاج وإدارة السرطان في تريشور. تم افتتاح المعهد رسميًا في 25 أبريل 1978 من قبل رئيس الهند آنذاك نيلام سانجيفا ريدي. يقع على منحدرات تلال فيلانجان، ويمتد على مساحة 160 أف م2.

## الأقسام
يشمل المعهد الأقسام التالية:
1. علم الأورام
2. أمراض القلب
3. التخدير
4. طب المجتمع
5. طب الأسنان
6. امراض جلدية
7. الطب العام
8. الجراحة العامة
9. التوليد وأمراض النساء
10. طب العيون
11. طب العظام
12. طب الأطفال
13. الطب النفسي
14. أمراض الرئة
15. التشخيص الشعاعي
16. أمراض الكلى
17. طب الأعصاب
18. جراحة الاعصاب
19. جراحة الوجه والفكين
20. أمراض الجهاز الهضمي
21. جراحة التجميل والترميم
22. الطب النووي
23. تشريح
24. الكيمياء الحيوية
25. علم وظائف الأعضاء
26. الطب الشرعي
27. علم الاحياء المجهري
28. علم الأمراض
29. علم العقاقير

## روابط خارجية
- الموقع الرسمي